# Уйбо, Майсель
Майсель Уйбо (эст. Maicel Uibo; род. 27 декабря 1992, Пылва) — эстонский легкоатлет, специалист по многоборьям. Выступает за сборную Эстонии по лёгкой атлетике с 2013 года, серебряный и бронзовый призёр чемпионатов мира, победитель командного чемпионата Европы, участник летних Олимпийских игр в Рио-де-Жанейро.

## Биография

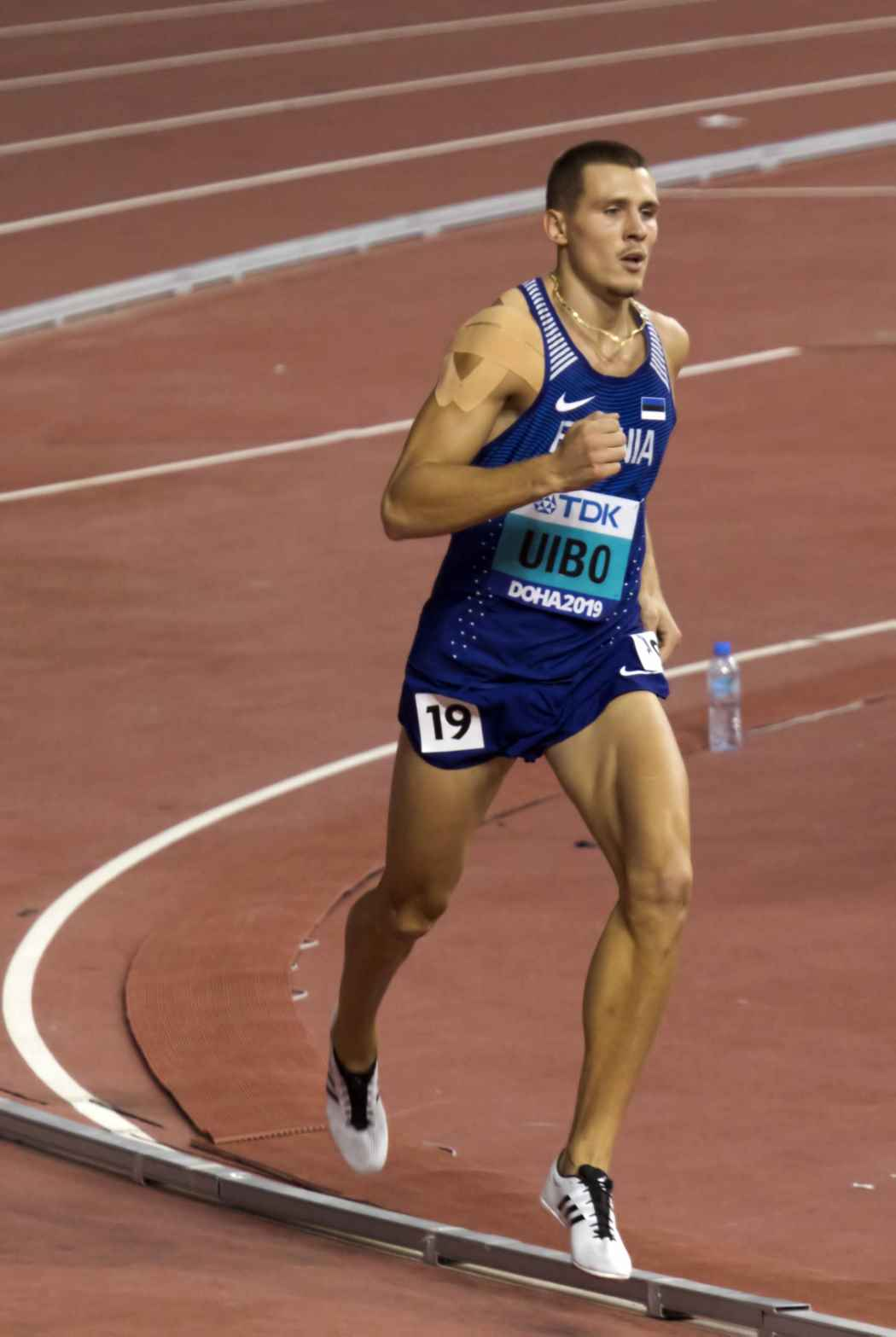

Майсель Уйбо родился 27 декабря 1992 года в городе Пылва, Эстония.
Занимался многоборьями во время учёбы в США в Университете Джорджии, состоял в местной легкоатлетической команде — неоднократно принимал участие в различных студенческих соревнованиях, в частности в 2014 и 2015 годах дважды выигрывал чемпионат первого дивизиона Национальной ассоциации студенческого спорта в десятиборье.
Впервые заявил о себе в лёгкой атлетике на международном уровне в сезоне 2013 года, когда вошёл в состав эстонской национальной сборной и выступил в прыжках в длину на молодёжном европейском первенстве в Тампере. Также в этом сезоне занял 19-е место в десятиборье на чемпионате мира в Москве.
В 2015 году с результатом в 8245 очков закрыл десятку сильнейших на чемпионате мира в Пекине.
Благодаря череде удачных выступлений удостоился права защищать честь страны на летних Олимпийских играх 2016 года в Рио-де-Жанейро — набрал в сумме всех дисциплин десятиборья 7170 очков (провалил все попытки в толкании ядра), расположившись в итоговом протоколе соревнований на 24-й строке.
После Олимпиады в Рио Уйбо остался в составе легкоатлетической сборной Эстонии и продолжил принимать участие в крупнейших международных стартах. Так, в 2017 году он стартовал на чемпионате Европы в помещении в Белграде и на чемпионате мира в Лондоне — в обоих случаях без результата досрочно завершил выступление.
В 2018 году с личным рекордом в 6265 очков взял бронзу в семиборье на чемпионате мира в помещении в Бирмингеме, уступив только французу Кевину Майеру и канадцу Дамиану Уорнеру. Отметился выступлением на чемпионате Европы в Берлине.
В 2019 году на командном чемпионате Европы по легкоатлетическим многоборьям в Луцке стал серебряным призёром в личном зачёте и помог своим соотечественникам выиграть общий командный зачёт. Позже получил серебро на чемпионате мира в Дохе, установив при этом личный рекорд в десятиборье — 8604 очка.

## Личная жизнь
С 2017 года женат на известной багамской бегунье, двукратной олимпийской чемпионке на 400 метров Шоне Миллер-Уйбо, с которой познакомился во время учёбы в университете Джорджии.